# Mirueña de los Infanzones
Mirueña de los Infanzones – gmina w Hiszpanii, w prowincji Ávila, w Kastylii i León, o powierzchni 31,21 km². W 2011 roku gmina liczyła 122 mieszkańców.